# روی خط مرگ
روی خط مرگ فیلمی به کارگردانی شفیع آقا محمدیان و نویسندگی غلامرضا کریمی، رضا حیدرنژاد ساختهٔ سال ۱۳۷۵ است.

## خلاصه
یک زوج جوان عکاس برای برگزاری نمایشگاه عکس آثار و ابنیه باستانی، به اصفهان سفر می‌کنند. آن‌ها در این سفر ناخواسته وارد درگیری سارقان اشیاء عتیقه می‌شوند. در این بین پلیس با تحت نظر گرفتن زوج جوان موفق می‌شود که عوامل دزدی اشیاء عقیقه را شناسایی و دستگیر کنند.

## بازیگران
- فرامرز قریبیان
- رضا آشتیانی
- جلال پیشوائیان
- مریلا زارعی
- کاظم افرندنیا
- حسن رضایی